# بحيرة فالكونديل
بحيرة فالكونديل (بالإنجليزية: Falcondale Lake) هي بحيرة اصطناعية تقع في هامش قرية فالكونديل قرب بلدة لامبيتر في مقاطعة سيريديجون، ويلز. تم إنشاؤها كجزء من أعمال تنسيق الحدائق المحيطة بـمنزل فالكونديل.
تُستخدم البحيرة حاليًا لأغراض صيد السمك، كما تحتوي على مسارات طبيعية مخصصة للمشي والاستكشاف البيئي.

## الوضع البيئي
في عام 1982، تم تصنيف بحيرة فالكونديل كموقع ذي أهمية علمية خاصة (SSSI)، لكونها:
- البحيرة الوحيدة في مقاطعة سيريديجون التي تدعم نمو نبات عشب القصب الحلو (reed sweet-grass) ونبات البُردي عريض الأوراق (blunt-leaved pondweed).

لكن في عام 2004، تم إلغاء هذا التصنيف للأسباب التالية:
- اكتشاف مواقع أخرى في المقاطعة أكثر ملاءمة لنمو هذه الأنواع النباتية.
- تدهور الحالة الغذائية للبحيرة من الحالة المتوسطة التغذية (mesotrophic) إلى الحالة المفرطة التغذية (eutrophic)، مما أثر سلبًا على التنوع البيولوجي المائي.[2]